# Superprestige 2004-2005
Navigation
2003-2004 2005-2006
Le Superprestige 2004-2005 est la 23e édition du Superprestige, compétition qui se déroule entre le 17 octobre 2004 et le 19 février 2005 et composée de huit manches pour les élites hommes, espoirs et juniors ayant lieu en Belgique et aux Pays-Bas. Toutes les épreuves font partie du calendrier de la saison de cyclo-cross masculine 2004-2005. Les classements sont remportés par le Belge Sven Nys pour la cinquième fois chez les élites, par son compatriote Niels Albert chez les espoirs et par le Néerlandais Ricardo van der Velde chez les juniors.

## Barème
Les 15 premiers de chaque course marquent des points pour le classement général suivant le tableau suivant :
| Position           | 1er | 2e | 3e | 4e | 5e | 6e | 7e | 8e | 9e | 10e | 11e | 12e | 13e | 14e | 15e |
| Classement général | 15  | 14 | 13 | 12 | 11 | 10 | 9  | 8  | 7  | 6   | 5   | 4   | 3   | 2   | 1   |

## Hommes élites

### Résultats
| # | Date        | Lieu                                                     | Vainqueur           | Deuxième            | Troisième           | Leader du classement général |
| - | ----------- | -------------------------------------------------------- | ------------------- | ------------------- | ------------------- | ---------------------------- |
| 1 | 17 octobre  | Ruddervoorde (Cyclo-cross de Ruddervoorde)               | Sven Nys            | Richard Groenendaal | Ben Berden          | Sven Nys                     |
| 2 | 24 octobre  | Hamme-Zogge (Bollekescross)                              | Sven Vanthourenhout | Tom Vannoppen       | Sven Nys            | Sven Nys                     |
| 3 | 31 octobre  | Sint-Michielsgestel (Cyclo-cross de Sint-Michielsgestel) | Tom Vannoppen       | Sven Nys            | Sven Vanthourenhout | Sven Nys                     |
| 4 | 21 novembre | Gavere (Cyclo-cross d'Asper-Gavere)                      | Sven Nys            | Ben Berden          | Erwin Vervecken     | Sven Nys                     |
| 5 | 28 novembre | Gieten (Cyclo-cross de Gieten)                           | Sven Nys            | Bart Wellens        | Richard Groenendaal | Sven Nys                     |
| 6 | 26 décembre | Diegem (Cyclo-cross de Diegem)                           | Erwin Vervecken     | Sven Nys            | Sven Vanthourenhout | Sven Nys                     |
| 7 | 6 février   | Hoogstraten (Vlaamse Aardbeiencross)                     | Erwin Vervecken     | Sven Vanthourenhout | Davy Commeyne       | Sven Nys                     |
| 8 | 19 février  | Vorselaar (GP Fidea)                                     | Sven Nys            | Bart Wellens        | Richard Groenendaal | Sven Nys                     |

### Classement général
| Pos | Coureur             | Points |
| --- | ------------------- | ------ |
| 1   | Sven Nys            | 111    |
| 2   | Richard Groenendaal | 97     |
| 3   | Sven Vanthourenhout | 96     |
| 4   | Bart Wellens        | 88     |
| 5   | Erwin Vervecken     | 82     |
| 6   | Tom Vannoppen       | 69     |
| 7   | Ben Berden          | 60     |
| 8   | Enrico Franzoi      | 49     |
| 9   | Davy Commeyne       | 40     |
| 10  | Wilant van Gils     | 37     |

## Hommes espoirs

### Résultats
| # | Date        | Lieu                                                     | Vainqueur           | Deuxième            | Troisième           | Leader du classement général |
| - | ----------- | -------------------------------------------------------- | ------------------- | ------------------- | ------------------- | ---------------------------- |
| 1 | 17 octobre  | Ruddervoorde (Cyclo-cross de Ruddervoorde)               | Lars Boom           | Simon Zahner        | Niels Albert        | Lars Boom                    |
| 2 | 24 octobre  | Hamme-Zogge (Bollekescross)                              | Radomír Šimůnek jr. | Lars Boom           | Simon Zahner        | Lars Boom                    |
| 3 | 31 octobre  | Sint-Michielsgestel (Cyclo-cross de Sint-Michielsgestel) | Radomír Šimůnek jr. | Niels Albert        | Zdeněk Štybar       |                              |
| 4 | 21 novembre | Gavere (Cyclo-cross d'Asper-Gavere)                      | Niels Albert        | Kevin Pauwels       | Geert Wellens       |                              |
| 5 | 28 novembre | Gieten (Cyclo-cross de Gieten)                           | Niels Albert        | Radomír Šimůnek jr. | Lars Boom           |                              |
| 6 | 26 décembre | Diegem (Cyclo-cross de Diegem)                           | Radomír Šimůnek jr. | Zdeněk Štybar       | Niels Albert        |                              |
| 7 | 6 février   | Hoogstraten (Vlaamse Aardbeiencross)                     | Niels Albert        | Jan Soetens         | Radomír Šimůnek jr. |                              |
| 8 | 19 février  | Vorselaar (GP Fidea)                                     | Niels Albert        | Kevin Pauwels       | Rob Peeters         | Niels Albert                 |

### Classement général
| Pos | Coureur             | Points |
| --- | ------------------- | ------ |
| 1   | Niels Albert        |        |
| 2   | Radomír Šimůnek jr. |        |
| 3   | Lars Boom           |        |

## Hommes juniors

### Résultats
| # | Date        | Lieu                                                     | Vainqueur             | Deuxième              | Troisième             | Leader du classement général |
| - | ----------- | -------------------------------------------------------- | --------------------- | --------------------- | --------------------- | ---------------------------- |
| 1 | 17 octobre  | Ruddervoorde (Cyclo-cross de Ruddervoorde)               | Ricardo van der Velde | Jan Van Dael          | Wim Leemans           | Ricardo van der Velde        |
| 2 | 24 octobre  | Hamme-Zogge (Bollekescross)                              | Tom Meeusen           | Wim Leemans           | Ricardo van der Velde | Ricardo van der Velde        |
| 3 | 31 octobre  | Sint-Michielsgestel (Cyclo-cross de Sint-Michielsgestel) | Jan Van Dael          | Ricardo van der Velde | Tom Meeusen           | Ricardo van der Velde        |
| 4 | 21 novembre | Gavere (Cyclo-cross d'Asper-Gavere)                      | Ricardo van der Velde | Tom Meeusen           | Jan Van Dael          | Ricardo van der Velde        |
| 5 | 28 novembre | Gieten (Cyclo-cross de Gieten)                           | Ricardo van der Velde | Tom Meeusen           | Rik van IJzendoorn    | Ricardo van der Velde        |
| 6 | 26 décembre | Diegem (Cyclo-cross de Diegem)                           | Davy De Scheemaeker   | Ricardo van der Velde | Jan Van Dael          | Ricardo van der Velde        |
| 7 | 6 février   | Hoogstraten (Vlaamse Aardbeiencross)                     | Jan Van Dael          | Kevin Cant            | Tom Meeusen           | Ricardo van der Velde        |
| 8 | 19 février  | Vorselaar (GP Fidea)                                     | Wim Leemans           | Rik van IJzendoorn    | Davy De Scheemaeker   | Ricardo van der Velde        |

### Classement général
| Pos | Coureur               | Points |
| --- | --------------------- | ------ |
| 1   | Ricardo van der Velde |        |
| 2   | Tom Meeusen           |        |
| 3   | Jan Van Dael          |        |